# Iwona Błaszkowska
Iwona Błaszkowska, z d. Budzyńska (ur. 14 marca 1972) we Włocławku – polska piłkarka ręczna, mistrzyni i reprezentantka Polski.

## Życiorys
Jest wychowanką Junaka Włocławek, w którego barwach występowała w latach 1987–1989. W latach 1989–1993 była zawodniczką Startu Gdańsk. W 1993 przeszła do Startu Elbląg i 1994 osiągnęła swój największy sukces w karierze – mistrzostwo. Z elbląskim klubem była także wicemistrzynią Polski w 1997, brązową medalistką mistrzostw Polski w 1999 i 2000 oraz zdobywczynią Pucharu Polski w 1994 i 1999. W latach 2000–2004 występowała w Zagłębiu Lubin, zdobywając wicemistrzostwo Polski w 2002 i brązowy medal w 2001. Następnie powróciła do Startu Elbląg, gdzie zakończyła karierę w 2007.
W reprezentacji Polski seniorek wystąpiła w latach 1991–2005 w 136 spotkaniach, zdobywając 290 bramek, wystąpiła m.in. na mistrzostwach świata w 1993 (10 m.), 1999 (11 miejsce) i 2005 (19 m.), a także na mistrzostwach Europy w 1996 (11 miejsce) i 1998 (5 m.) oraz akademickich mistrzostwach świata w 1998 (5 miejsce).